# BYD K

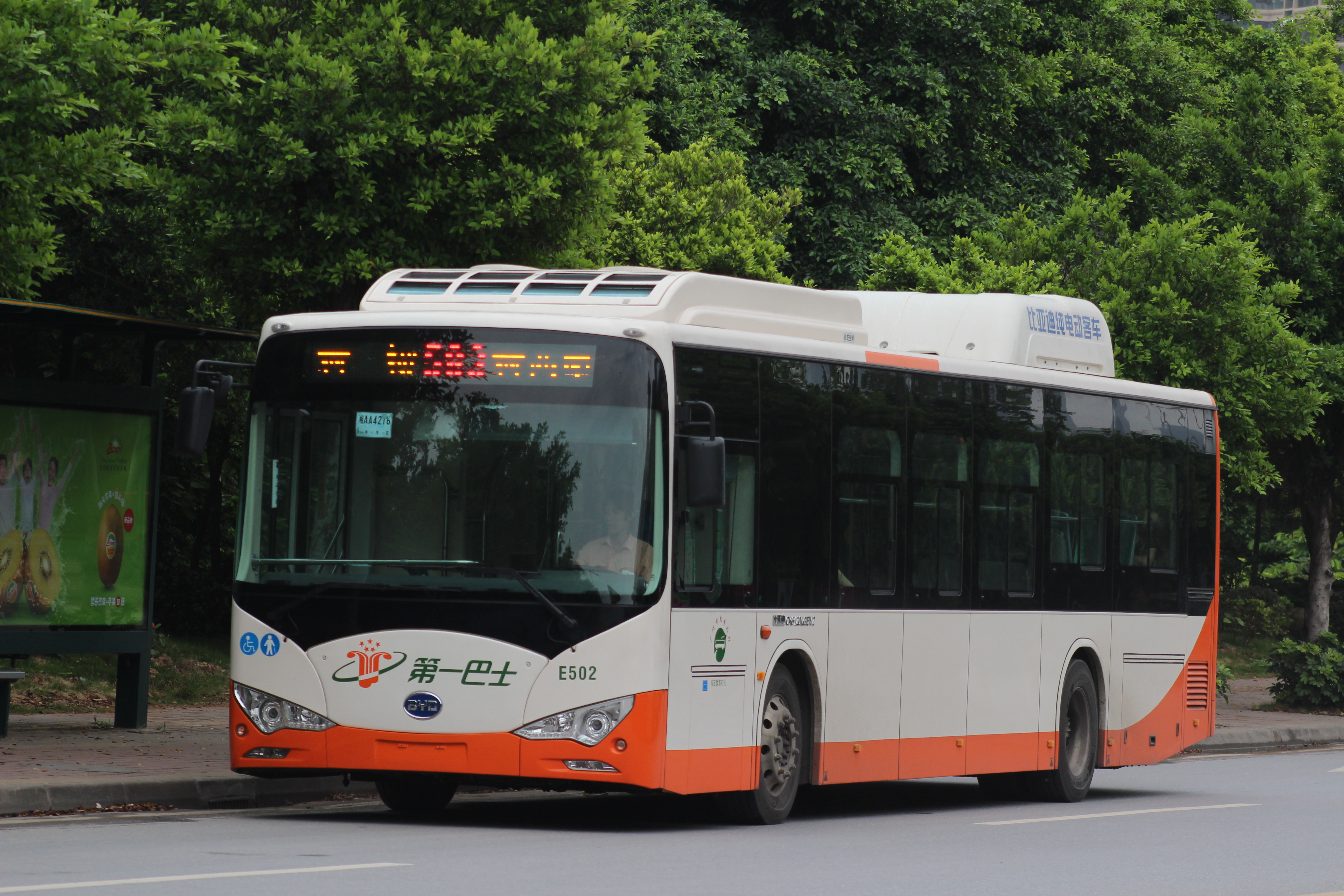
BYD K9A

BYD K — серия электробусов, выпускаемых с 2010 года китайской компанией BYD Auto.

## История
Первый электробус BYD серии K был представлен 30 сентября 2010 года в Чанше, провинция Хунань. В разработку было вложено 2—3 миллиона юаней.
Электробусы BYD K эксплуатируются в Китае, Индии, Японии, Гонконге, США, Колумбии, Чили, Испании, Нидерландах, Дании, Арубе и Сингапуре. В конце июля 2012 года компания BYD Auto расширила производственную базу в Тяньцзине.
В октябре 2013 года электробус начал выпускаться в Ланкастере, а в декабре 2014 года — в Ляонине.

## Модификации
- M — модификация для Северной Америки
- R — леворульный вариант
- S — двухэтажный автобус
- ER — увеличенный радиус действия

## Технические характеристики
| Модель | Изображение | Длина                                   | Мест для сидения | Мощность  | Крутящий момент | Ёмкость аккумулятора | Запас хода |
| ------ | ----------- | --------------------------------------- | ---------------- | --------- | --------------- | -------------------- | ---------- |
| K5     |             | 6 м (20 футов)                          | 11—17+1          |           |                 | 97 кВт⋅ч             | 210 км     |
| K6     |             | 6,5 м (21 футов)                        | 11—21+1          |           |                 | 144 кВт⋅ч            | 265 км     |
| K7/K7M |             | 8,5 м (28 футов)                        | 13—26+1          | 120 л. с. | 400 Н⋅м         | 215 кВт⋅ч            | 254 км     |
| K8S    |             | 10,3 м (34 футов) (двухэтажный автобус) |                  |           |                 |                      |            |
| K8/K8M |             | 10,5 м (34 футов)                       | 20—39+1          | 200 л. с. | 550 Н⋅м         | 391 кВт⋅ч            | 315 км     |
| K9/K9M |             | 12 м (39 футов)                         | 23—44+1          | 200 л. с. | 550 Н⋅м         | 313 кВт⋅ч            | 253 км     |
| K10B   |             | 14 м (46 футов)                         | 13+1             |           |                 | 292 кВт⋅ч            |            |
| K11M   |             | 18 м (59 футов) (сочленённый автобус)   | 55+1             | 240 л. с. | 1500 Н⋅м        | 578 кВт⋅ч            | 311 км     |

## Галерея

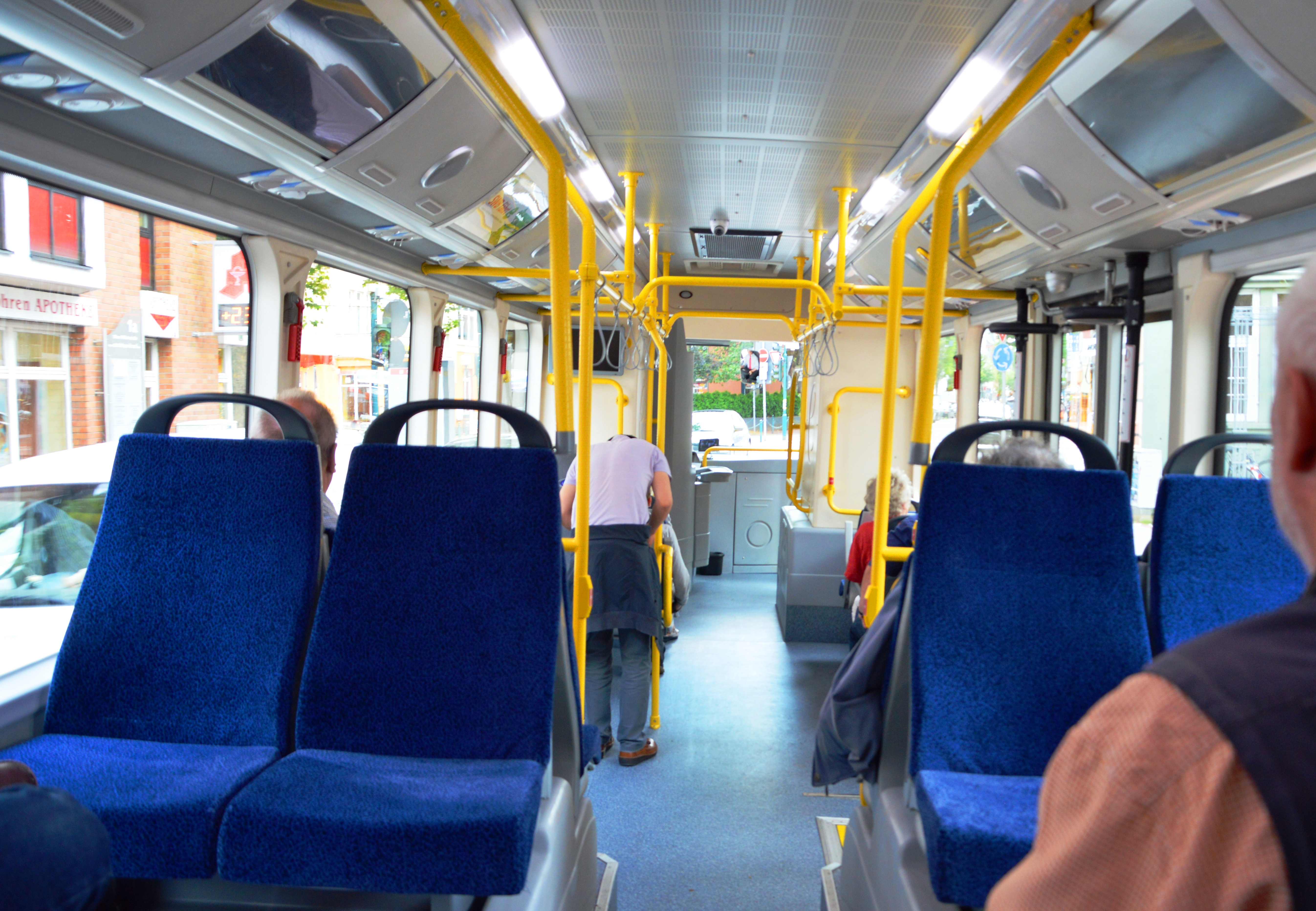
Салон, вид вперёд
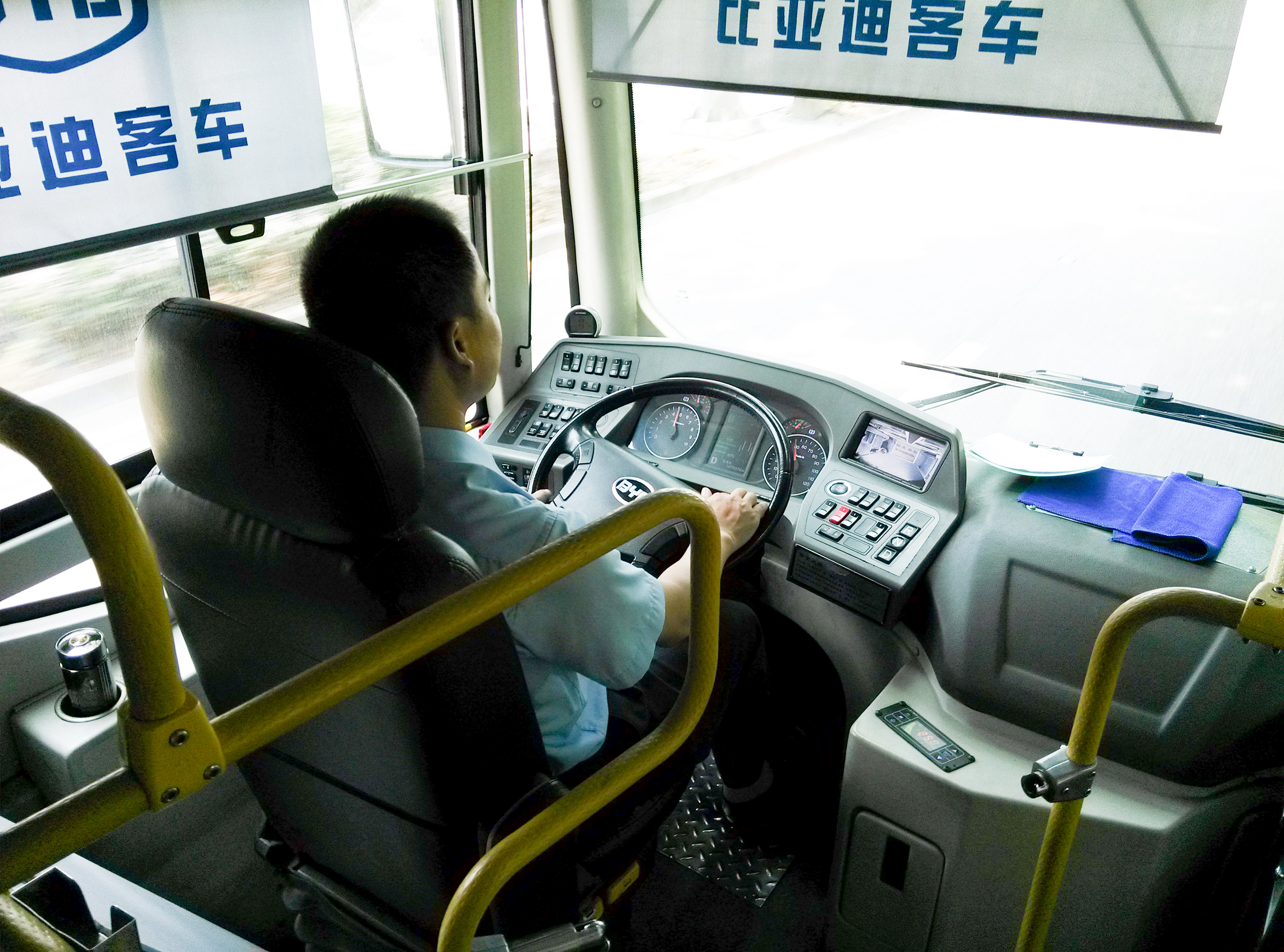
Водитель за рулём BYD K9
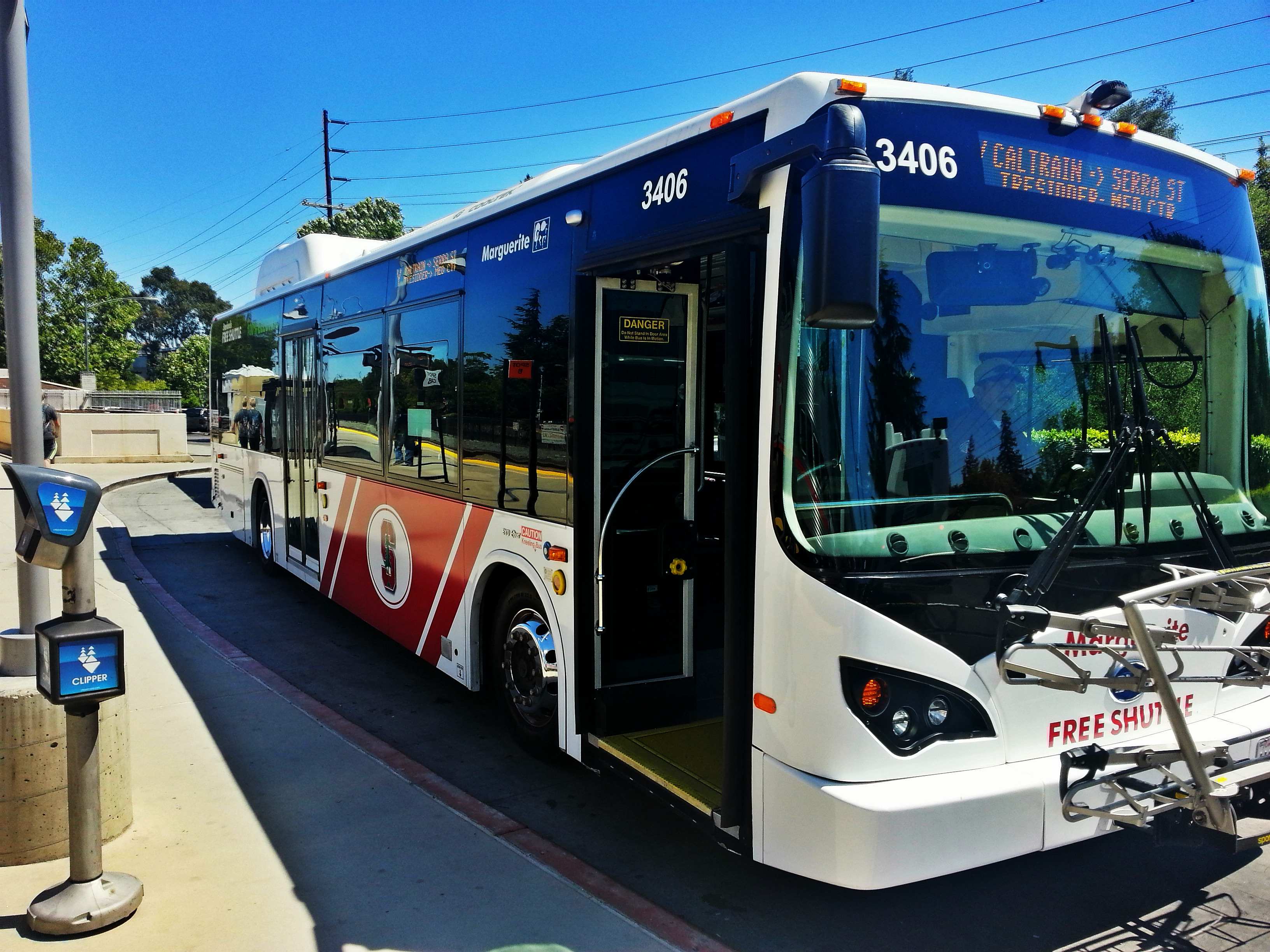
BYD K9 в Северной Америке
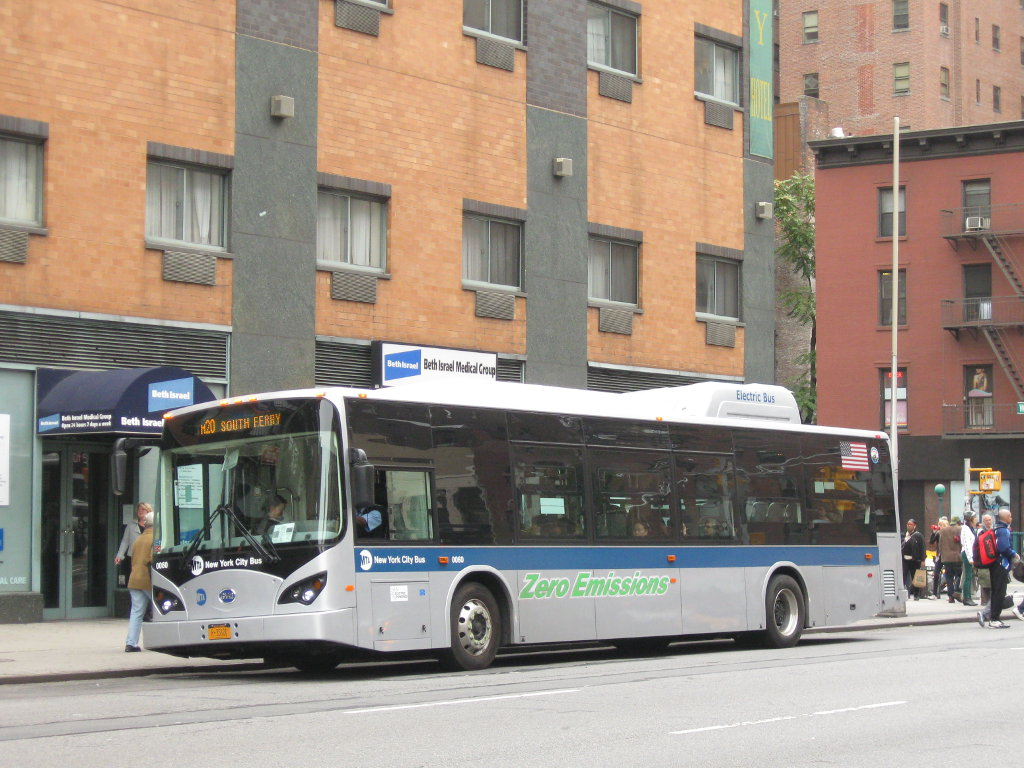
BYD K9 в Нью-Йорке
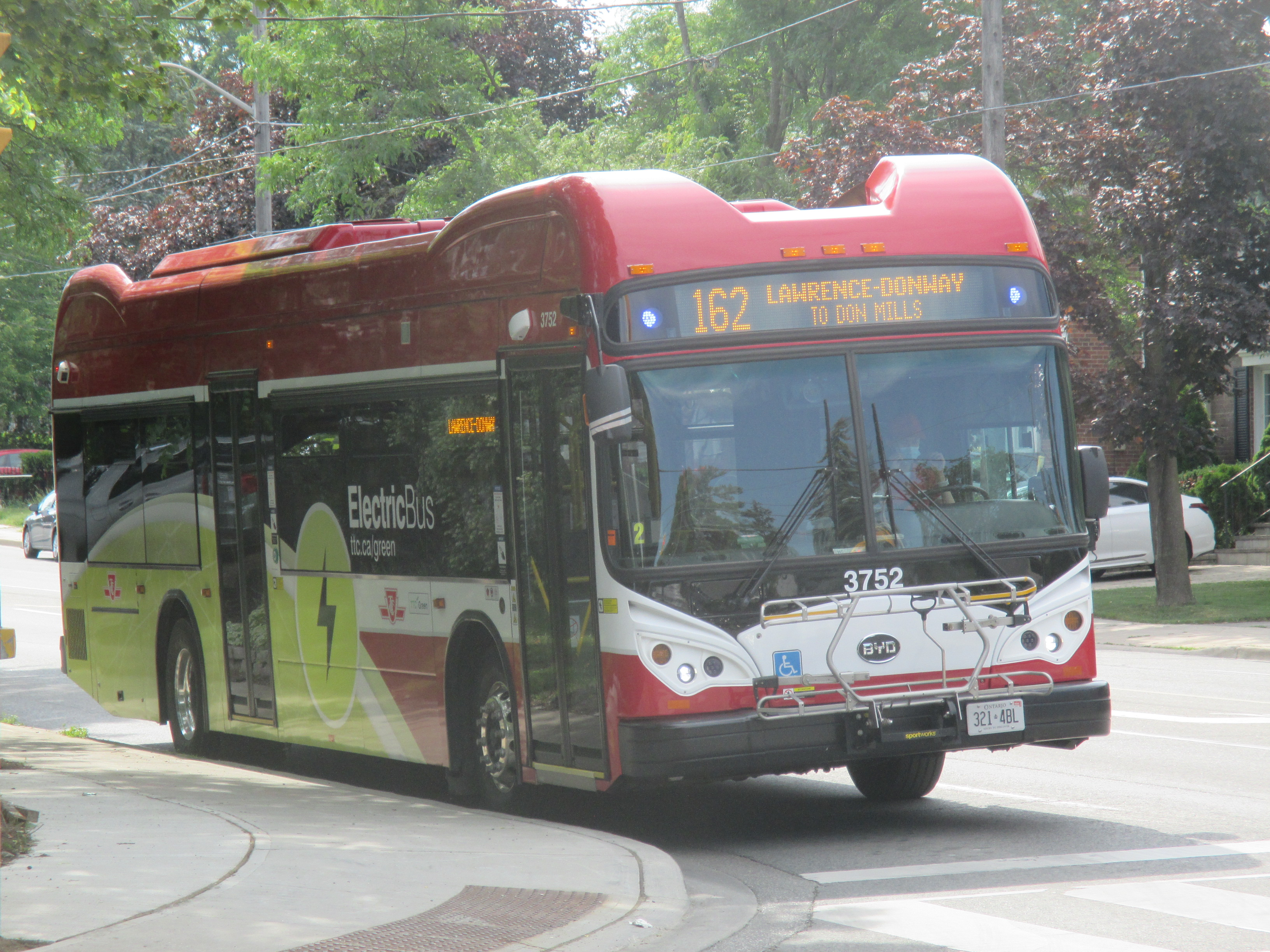
BYD K9M
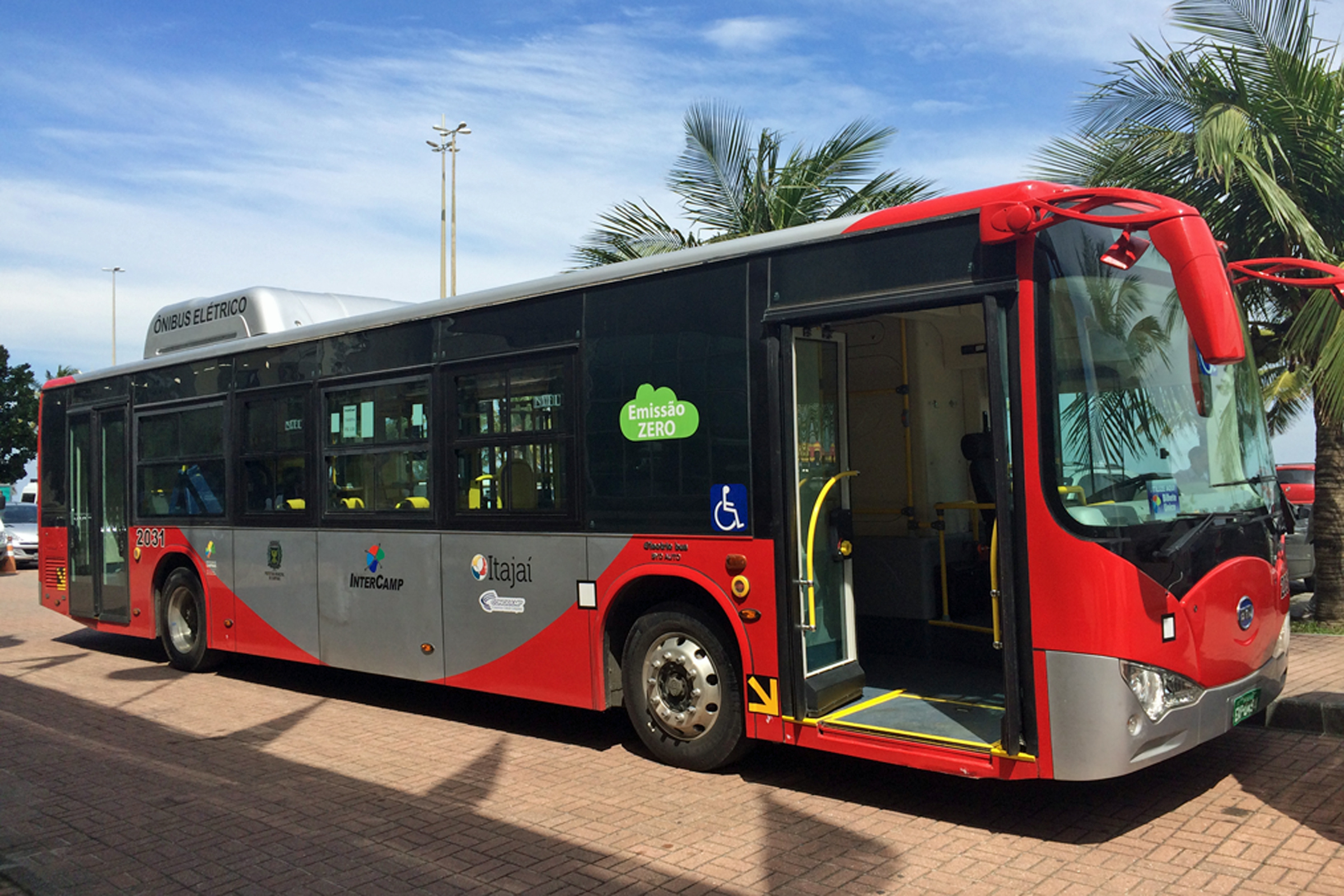
BYD K9 в Рио-де-Жанейро
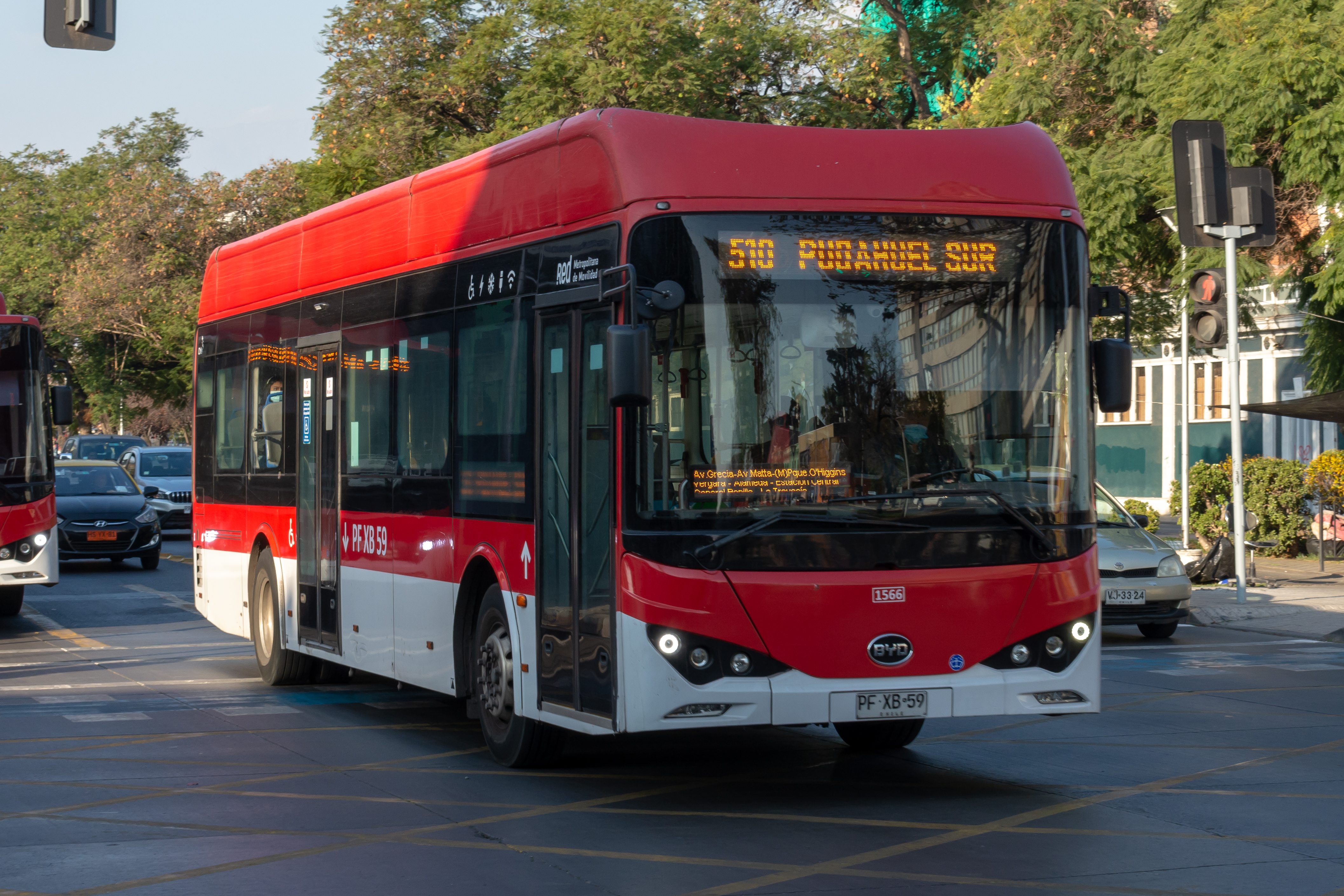
BYD K9 в Чили
Rapid KL
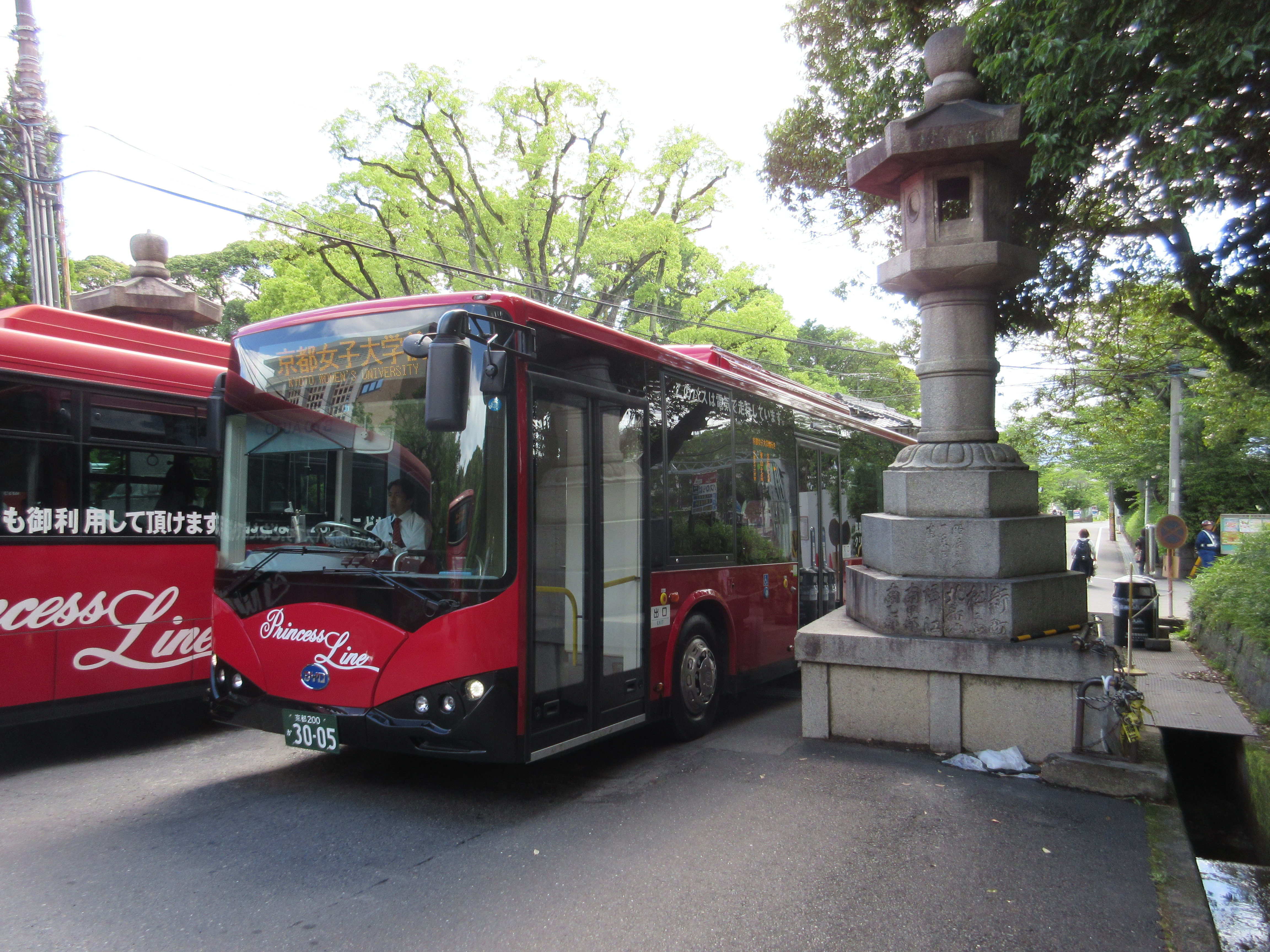
Экспресс в Киото
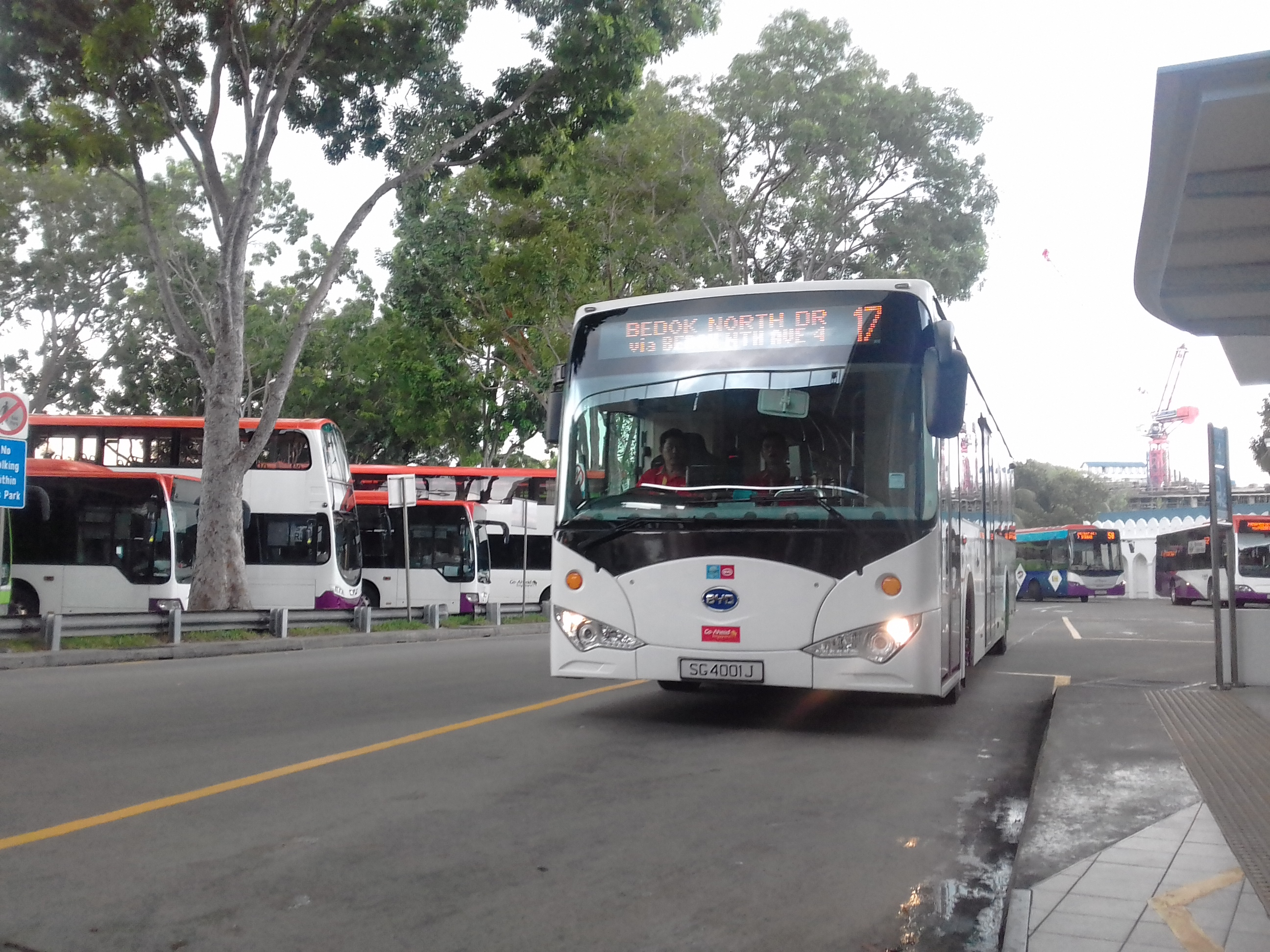
BYD K9 в Сингапуре
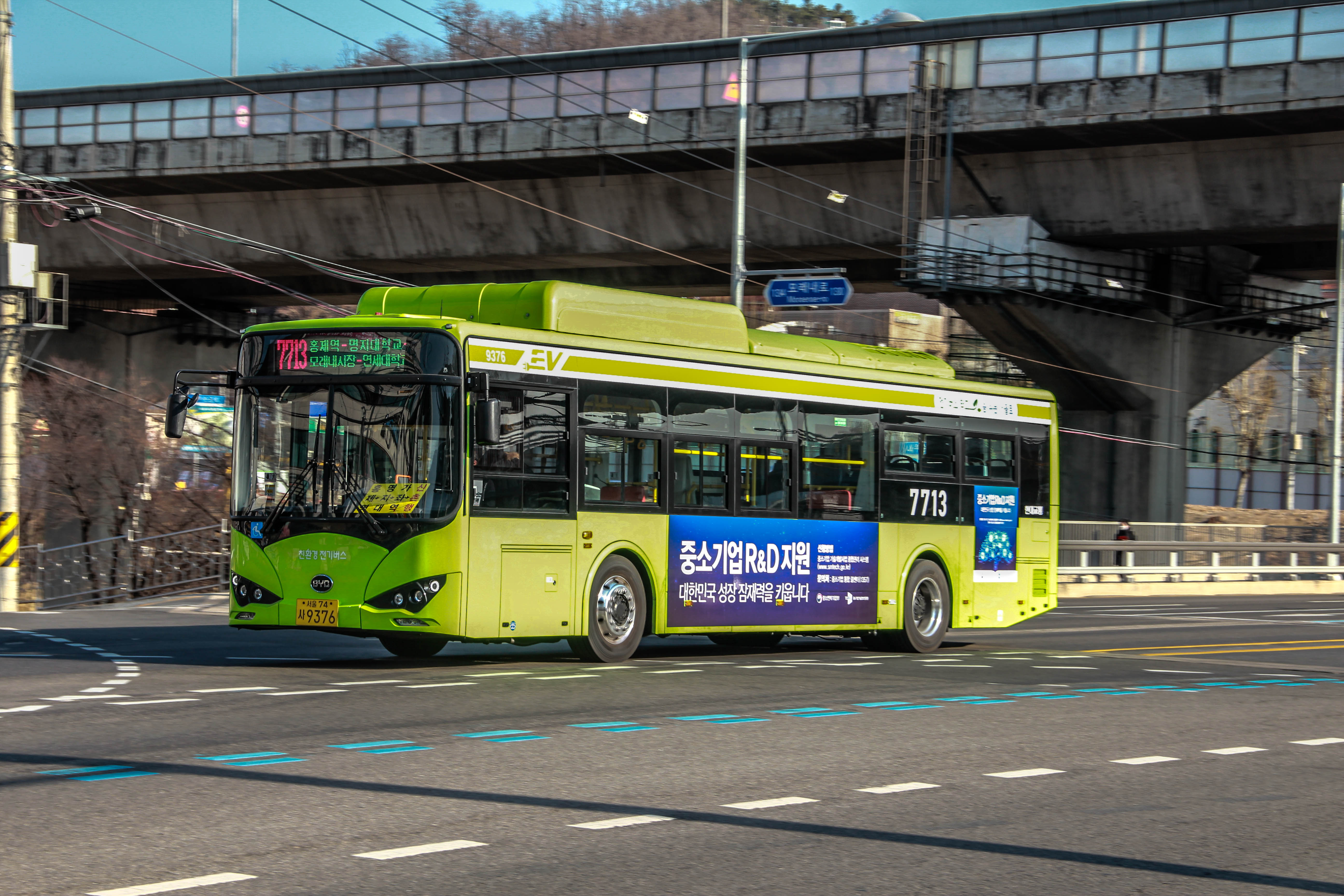
BYD K9 в Корее
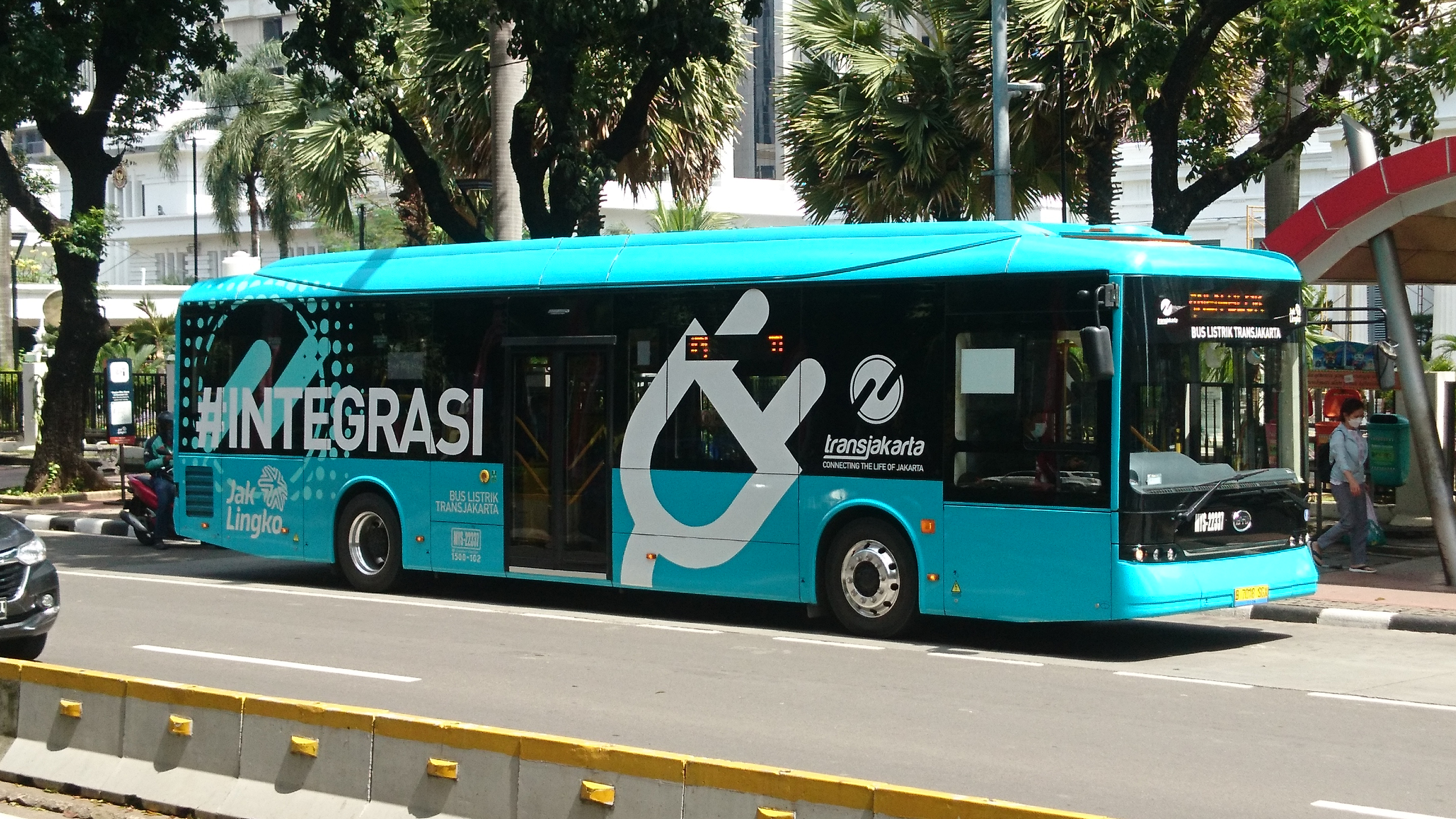
BYD K9 в Джакарте
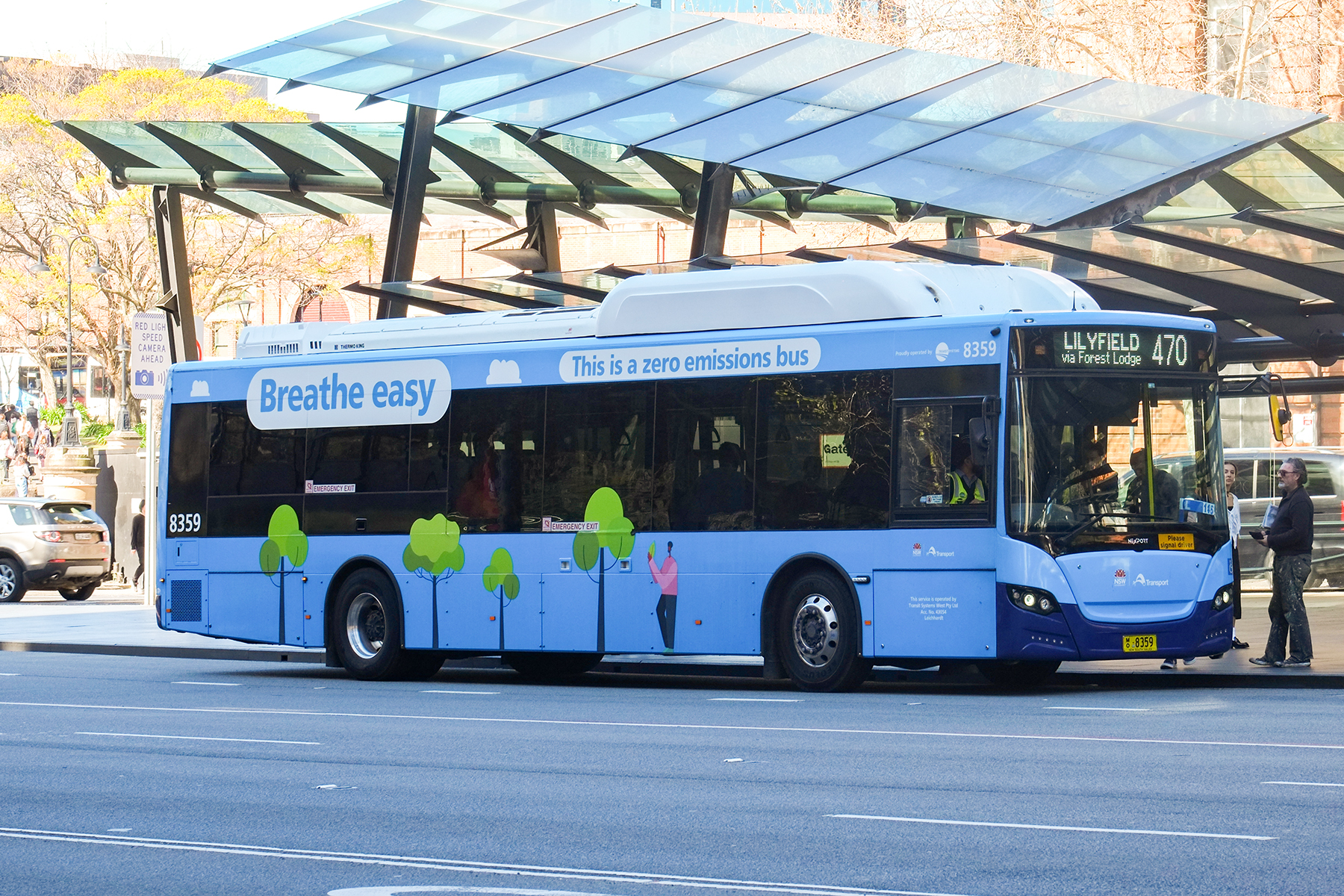
BYD K9RA в Сиднее
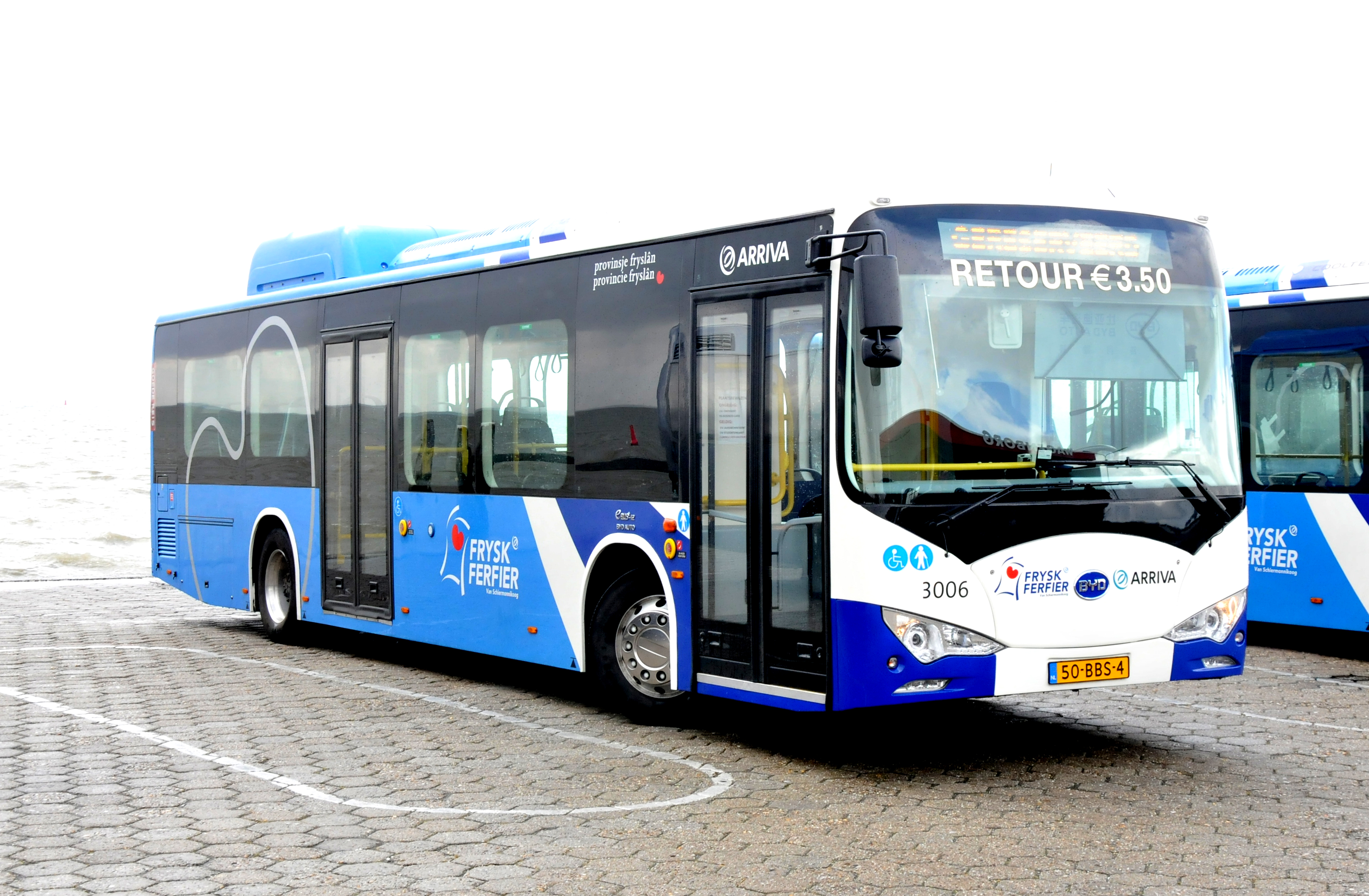
BYD K9 в Нидерландах
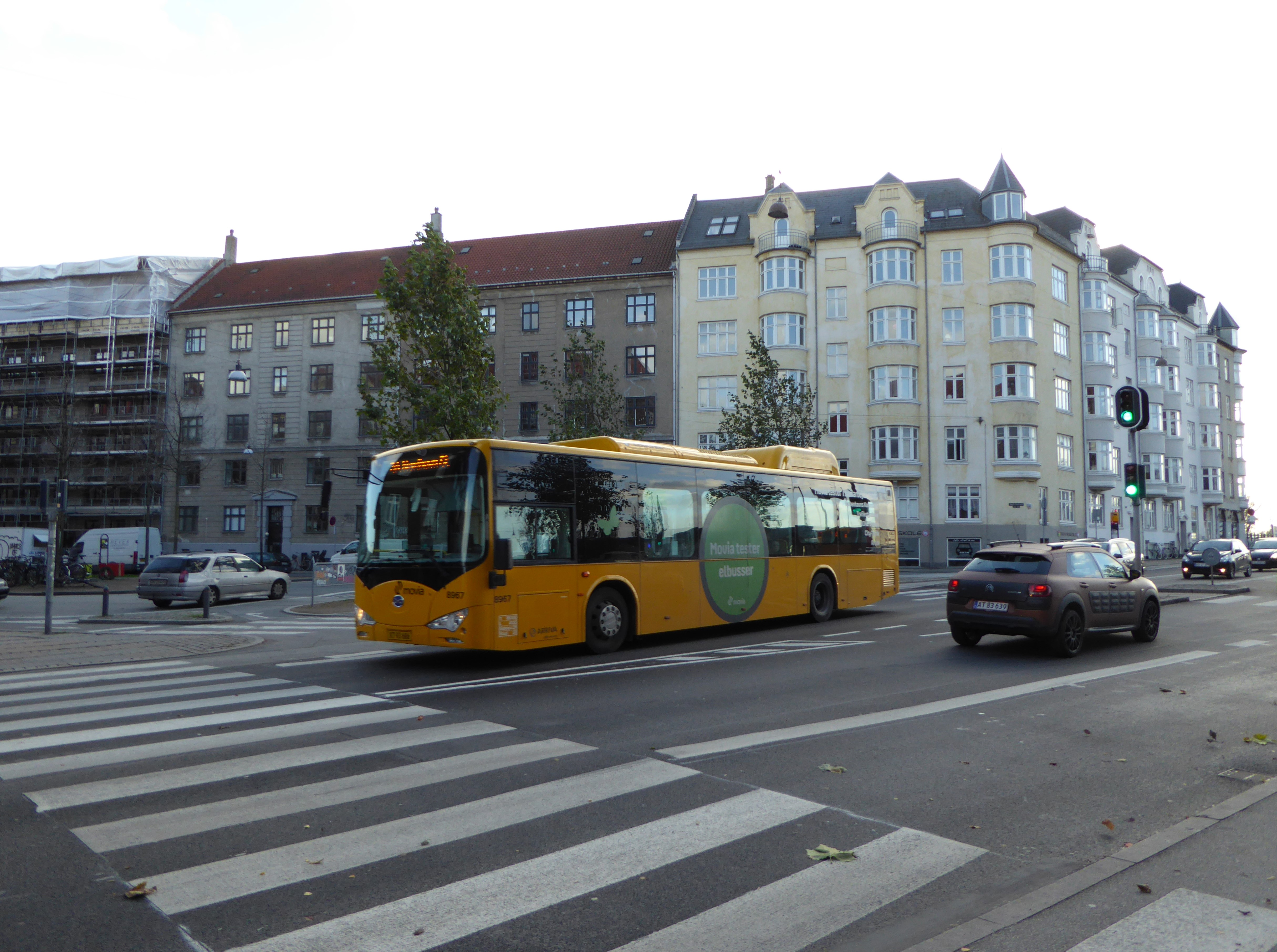
BYD K9 в Копенгагене
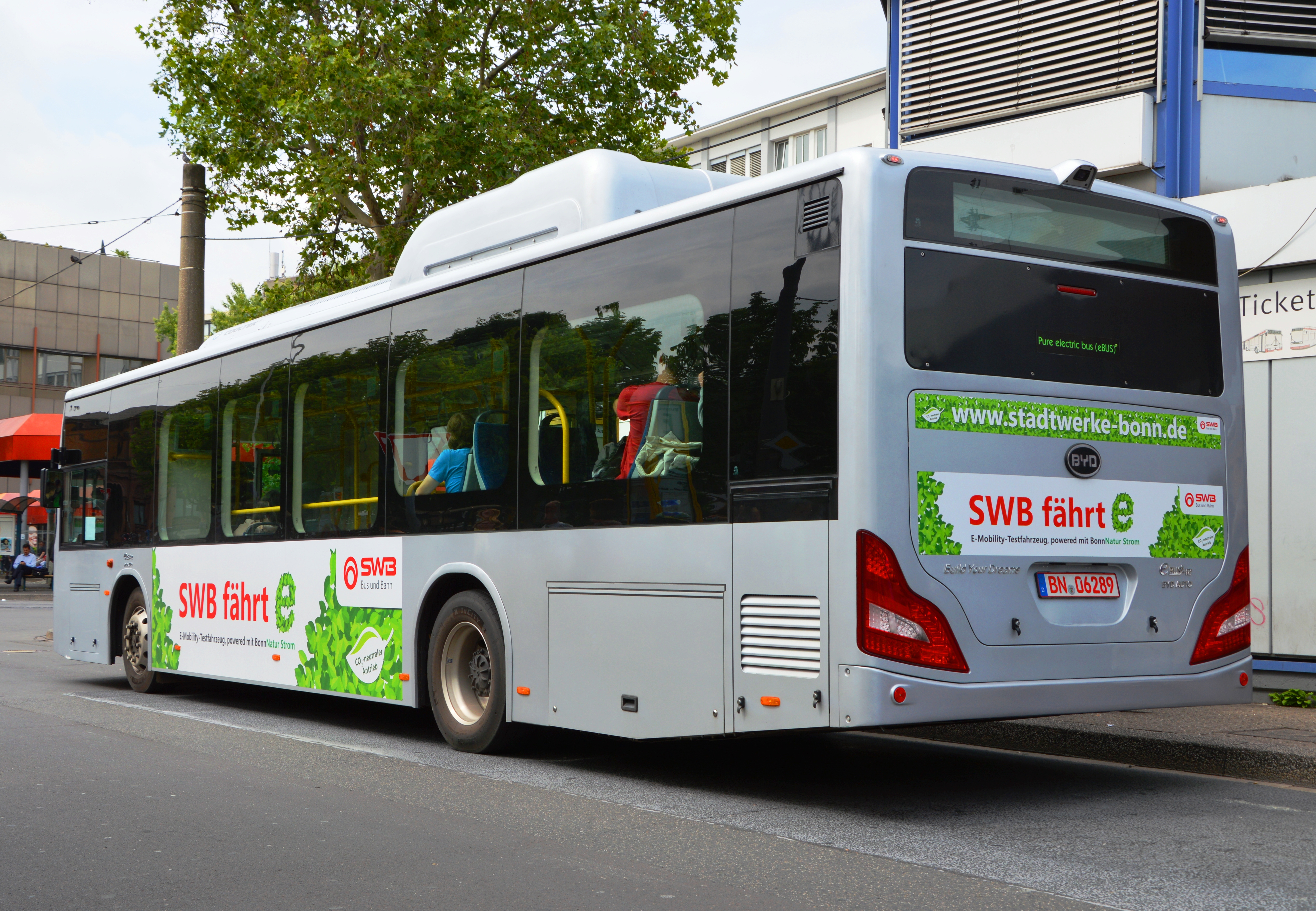
BYD K9 в Бонне
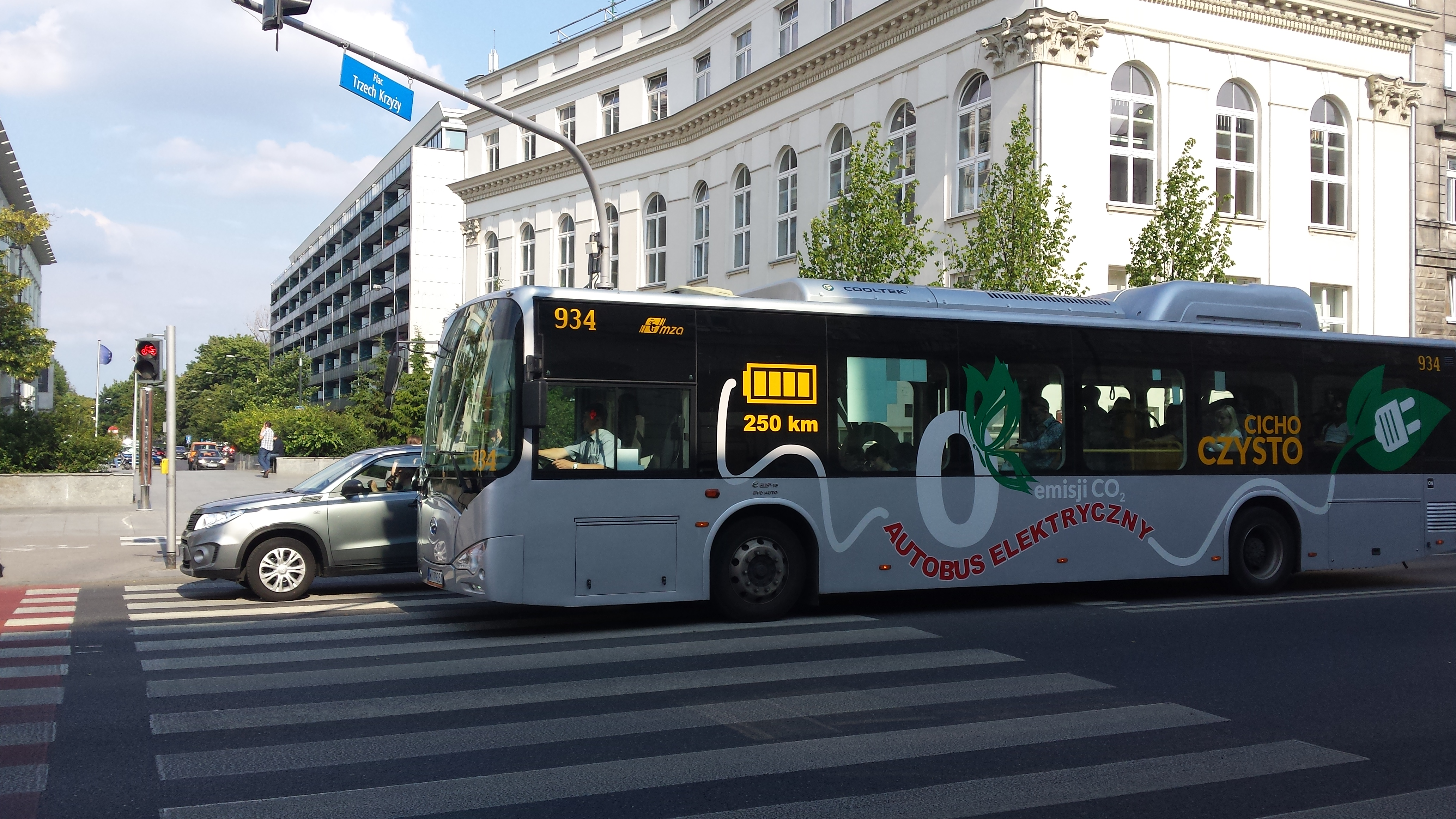
BYD K9 в Варшаве
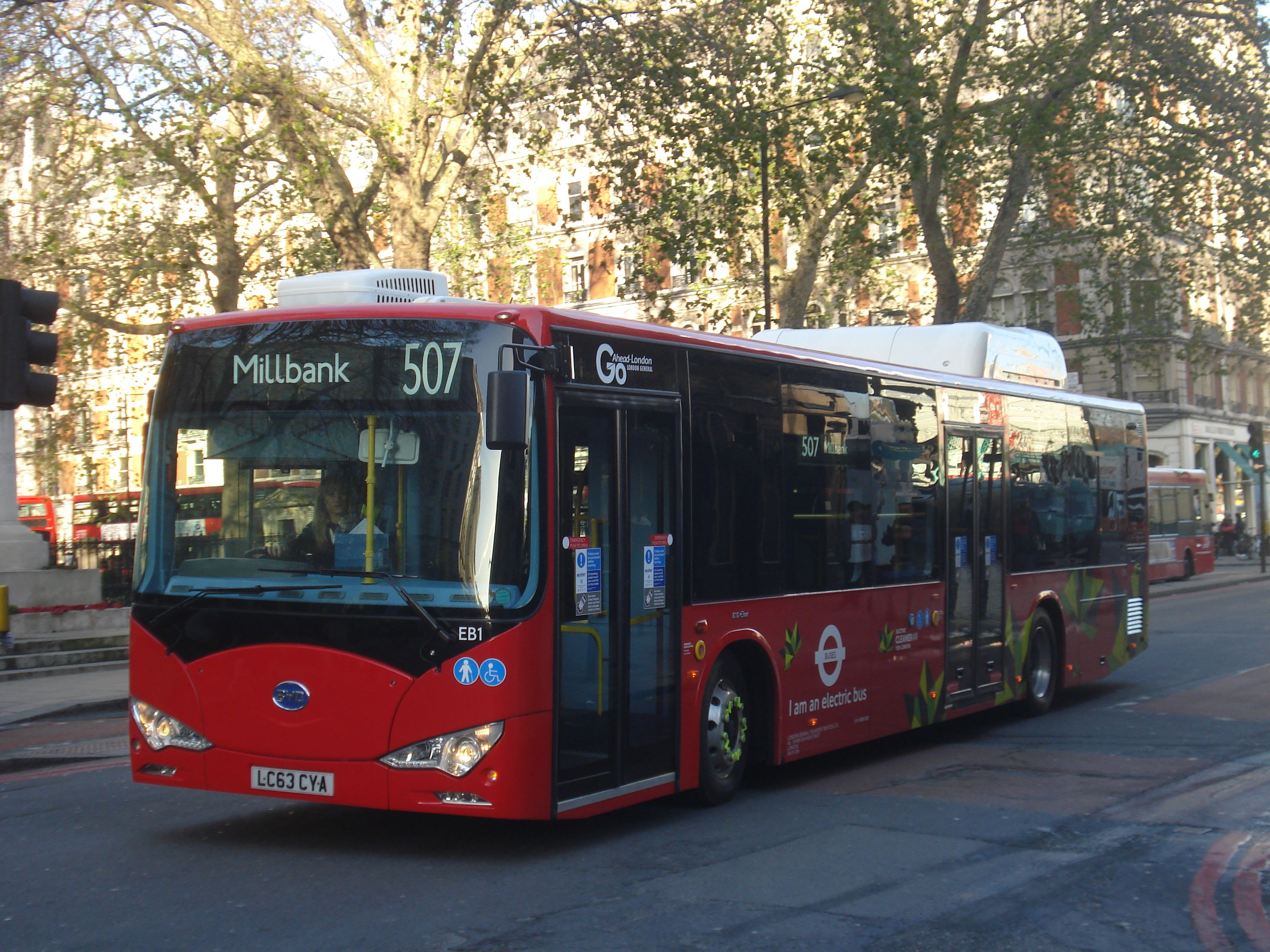
BYD K9 в Лондоне
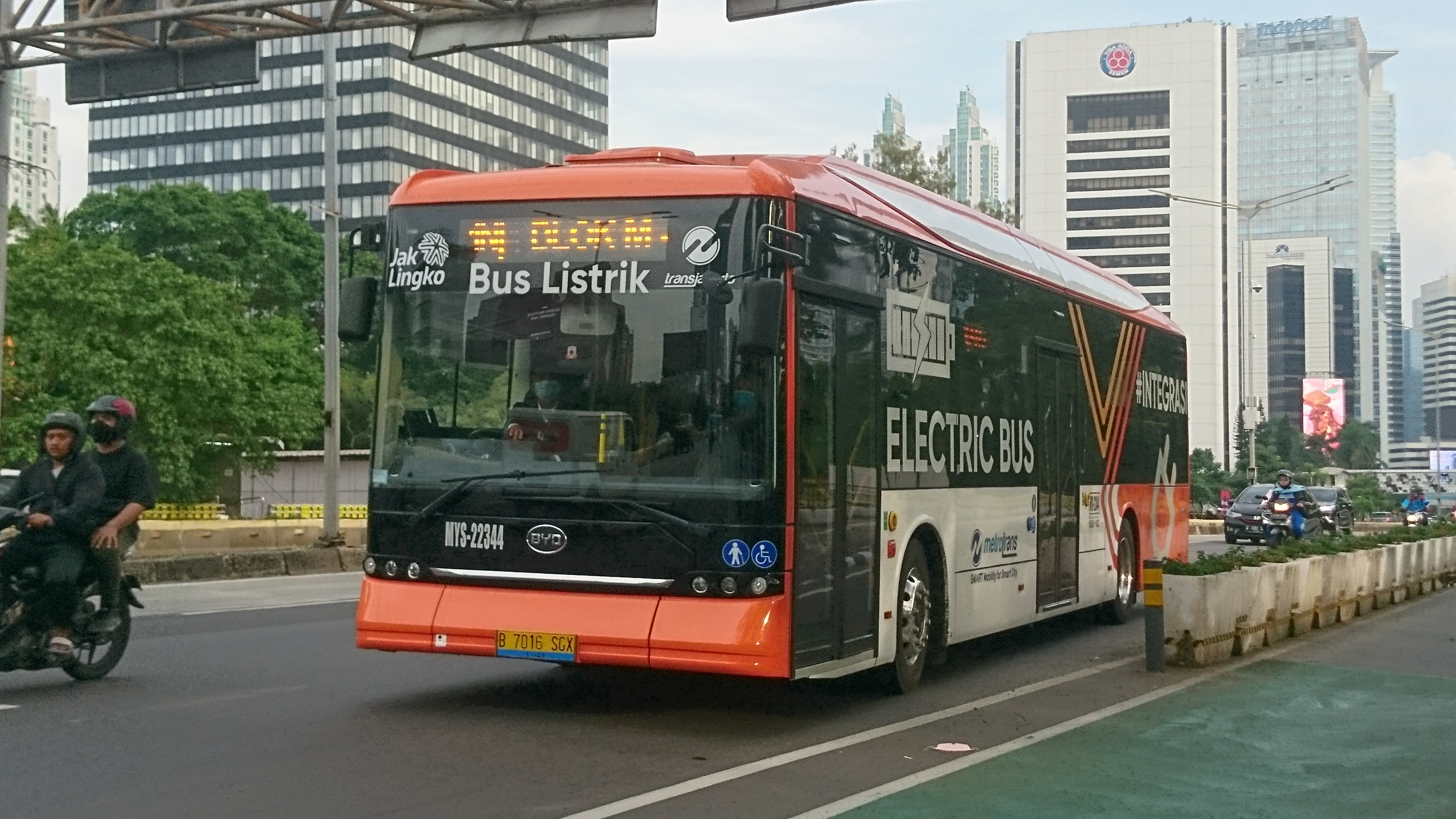
BYD B12 в центре Джакарты
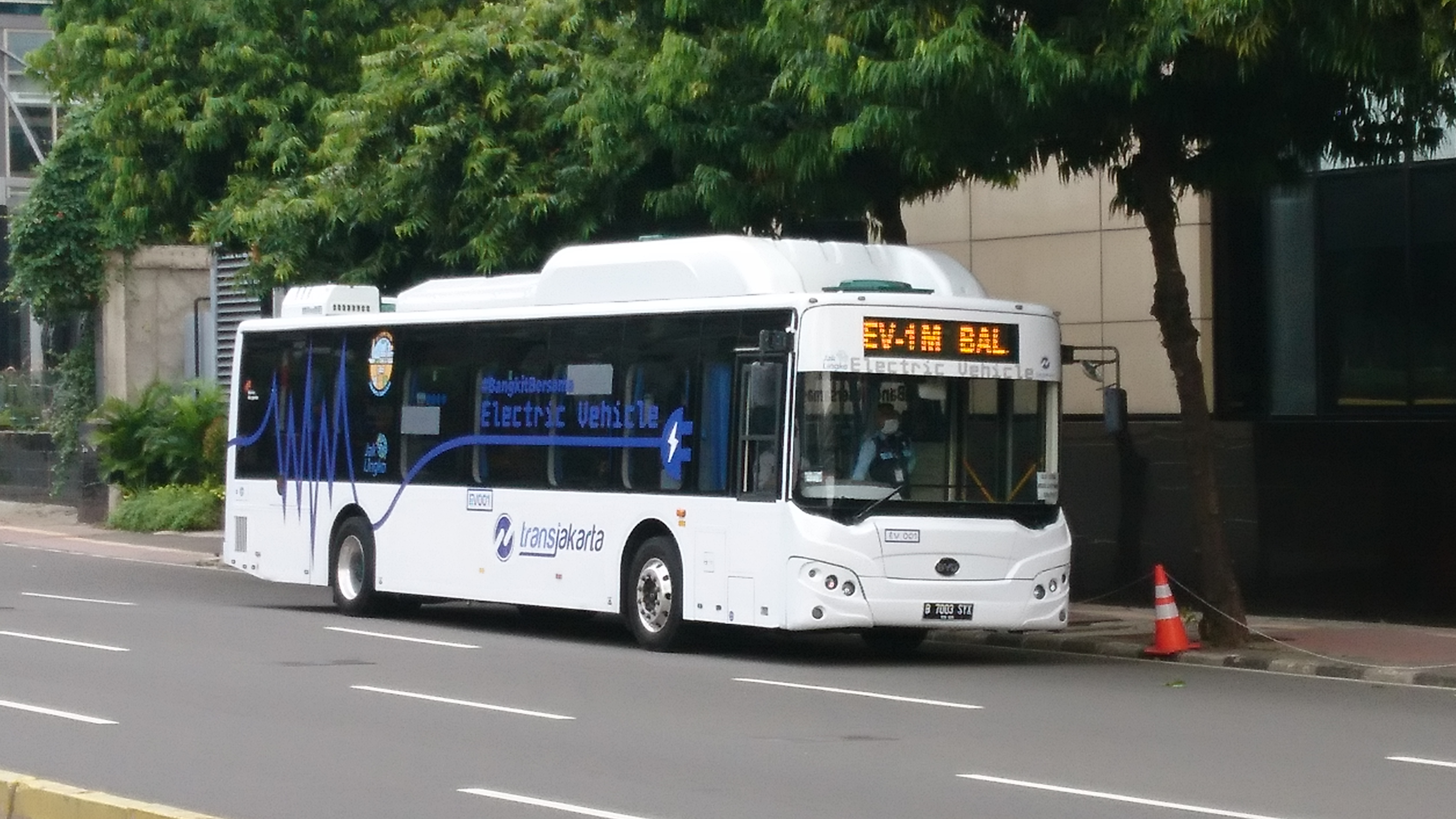
BYD K9 в Джакарте